# Andrzej Sokołowski
Andrzej Sokołowski, poljski rokometaš, * 23. november 1948, Komorzno.
Leta 1972 je na poletnih olimpijskih igrah v Münchnu v sestavi poljske rokometne reprezentance osvojil deseto mesto.
Čez štiri leta je z reprezentanco osvojil bronasto medaljo.